# Ambiente Familiar
Ambiente Familiar é um filme brasileiro de 2019, do gênero drama, dirigido e escrito por Torquato Joel. Conta a história de três amigos que dividem um apartamento, interpretados por Fagner Costa, Diógenes Duque e Alex Oliveira.

## Sinopse
Os amigos Alex, Fagner e Diógenes constroem um laço familiar independente de virem de famílias diferentes. Juntos, eles se mudam para morar juntos na mesma casa. Eles são unidos e se apoiam emocionalmente na tentativa de superar traumas passados em suas vidas e seguir em frente.

## Elenco
- Fagner Costa como Fagner
- Diógenes Duque como Diógenes
- Alex Oliveira como Alex

#### Participações especiais
- Marcélia Cartaxo como mãe de Alex
- Zezita de Matos como Rezadeira
- Beto Quirino como pai de Alex
- Challena Barros como tia de Alex

- Norma Góes como Iemanjá
- Verônica Cavalcanti como Mãe do Fagner
- Flávio Melo como Pai do Fagner
- Suzy Lopes como Amante do pai do Fagner
- Geyson Luiz como Irmão do Fagner
- Fernando Teixeira como Avô do Fagner
- Soia Lira como Avó do Fagner
- Dhyan Urshita como Viúva
- Cely Farias como Mãe do Diógenes
- Mano Fialho como Pai do Diógenes
- Augusto Barbosa como Irmão do Diógenes
- Fafá Dantas como Faxineira do hotel
- Dadá Venceslau como Homem do saco

## Produção
Sendo a estreia do diretor Torquato Joel na direção de longas-metragens, o filme é uma produção independente e de baixo orçamento. Foi gravado inteiramente no interior da Paraíba, com gravações nas cidades de Tambaba, Cabedelo e Guarabira. A produção do filme é carregada de simbolismos, contendo cenas contemplativas e mais silenciosas.

## Recepção
Bruno Carmelo, do Papo de Cinema, escreveu: "A pluralidade de registros resulta numa abordagem certamente ousada, sem medo de inventar a partir de poucos recursos. No entanto, ainda que diversas cenas impressionem em si, elas proporcionam uma experiência pouco coesa, para não dizer um tanto caótica na orquestração de narrativa e montagem."